# Îles Amakusa
Pour les articles homonymes, voir Amakusa (homonymie).
Les îles Amakusa (天草諸島, Amakusa-shotō) sont un archipel appartenant au Japon qui se trouve au large de la préfecture de Kumamoto. Il ne possède pas de hautes montagnes mais a une surface recouverte de petites collines. Les habitants de cet archipel ont d'ailleurs utilisé ces collines pour construire un système de culture en terrasses assez développé.
Les Jésuites y avaient un collège (où enseigna Sébastien Kimura) et une imprimerie. Une partie des chrétiens exécutés après la rébellion de Shimabara ont été brûlés vifs sur cette île.
Amakusa produit un peu de charbon et de kaolin qui a été utilisé par les potiers de Hirado et de Satsuma.
L'église catholique de Sakitsu dans la ville d'Amakusa fait partie des sites chrétiens cachés de la région de Nagasaki, patrimoine mondial depuis 2018. C'est le seul des sites à être dans la préfecture de Kumamoto, il est situé à la pointe sud de Shimoshima, la plus grande des îles Amakusa. C'est là que se retira à la fin de sa vie le père Côme de Torres, successeur de saint François Xavier. Il y mourut le 2 octobre 1570.